# The Rube and the Baron
The Rube and the Baron é um filme mudo norte-americano de 1913, do gênero comédia, dirigido por Mack Sennett.

## Elenco
- Mack Sennett
- Mabel Normand
- Fred Mace
- Nick Cogley
- Arthur Tavares